# Tetrapterys discolor
Tetrapterys discolor är en tvåhjärtbladig växtart som först beskrevs av G. Meyer, och fick sitt nu gällande namn av Dc.. Tetrapterys discolor ingår i släktet Tetrapterys och familjen Malpighiaceae. Inga underarter finns listade i Catalogue of Life.

## Bildgalleri

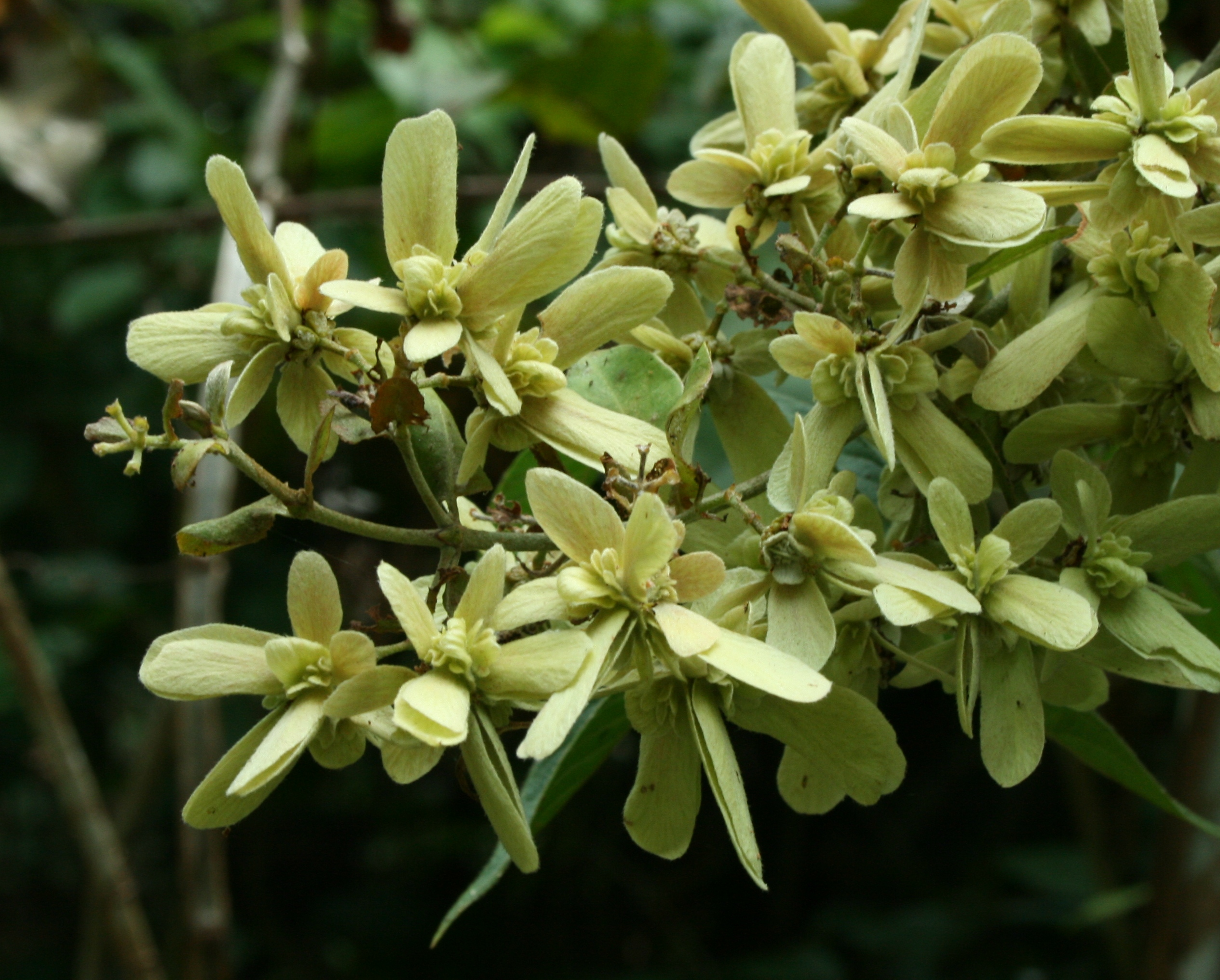